# Route nationale 7 (Saint-Martin)
Pour les articles homonymes, voir Route nationale 7.
La route nationale 7, ou RN 7, est une route nationale française à Saint-Martin de près de 16 km. Créée en 1960, elle constitue la partie française de l'axe principal faisant le tour de l'île de Saint-Martin en traversant les quartiers de Marigot et le Quartier-d'Orléans.

## Histoire
Après le décret de 1951 créant les routes nationales dans les quatre départements d'outre-mer, la dénomination RN 7 en Guadeloupe est dévolue à l'actuelle RD 123 reliant Le Moule au quartier Bazin sur Grande-Terre.
En 1960, la dénomination RN 7 est réutilisée lors de la création de cette route dans la dépendance guadeloupéenne de Saint-Martin. Elle est alors gérée par l'État comme toute route nationale française.
À la suite de la réforme de 2005, la gestion de la RN 7 est transférée au Conseil régional de la Guadeloupe.
Depuis le changement de statut de Saint-Martin le 15 juillet 2007, la RN 7 est maintenant gérée par le Conseil territorial de Saint-Martin.

## Sites desservis ou traversés
- Marigot
- Rambaud
- Grand-Case
- Aéroport de Grand-Case Espérance
- Baie-Orientale
- Quartier-d'Orléans